# 洛克斯堡 (阿肯色州)
洛克斯堡（英語：Lockesburg）是一個位於美國阿肯色州塞維爾縣的城市。

## 地理
洛克斯堡的座標為33°58′11″N 94°10′16″W / 33.96972°N 94.17111°W，而該地的平均海拔高度為132米（即433英尺）。

## 人口
根據2020年美國人口普查的數據，洛克斯堡的面積為9.03平方千米，當中陸地面積為9.02平方千米，而水域面積為0.01平方千米。當地共有人口594人，而人口密度為每平方千米65人。